# Guglionesi

Guglionesi at the beginning of the 19th century.

Vintage photo.

Guglionesi (Campobassan dialect: Uinìš) là một thị trấn ở Molise, miền Nam Ý, cách Campobasso 50 km.

## Thành phố kết nghĩa
Herzeg Novi (Italian: Castelnuovo)